# Splenogonadale Fusion
Die Splenogonadale Fusion ist eine sehr seltene Störung der Embryonalentwicklung mit einer abnormen Verbindung zwischen Milz und Gonaden. Es besteht eine Verwachsung zwischen einer Gonade und einem atypisch gelegenen Milzanteil.

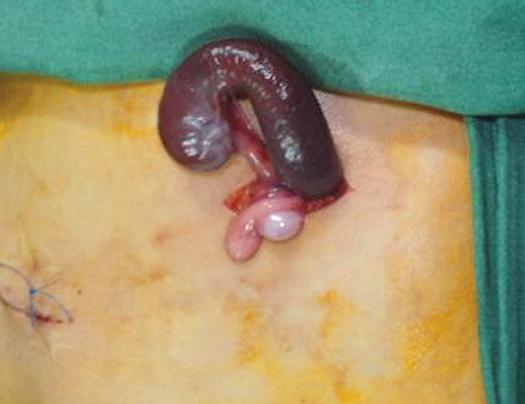
Intra-operatives Photo mit der Milz am linken Hoden anhängend bei einem Einjährigen mit Splenogonadaler Fusion

Eine splenogonadale Fusion kann auch zusammen mit weiteren Fehlbildungen auftreten, dem SGFLD-Syndrom.
Die Erstbeschreibung stammt aus dem Jahre 1883 durch den baltisch-deutschen Pathologen Eugen Woldemar Bostroem (1850–1928).

## Pathologie
Man nimmt an, dass diese Fusion zwischen Milz- und Hodengewebe zwischen der 4. und 10. Schwangerschaftswoche stattfindet.

## Verbreitung
Die Häufigkeit wird mit unter 1 zu 1.000.000 angegeben, bislang wurde über mehr als 150 Betroffene berichtet.
Fast ausschließlich ist das männliche Geschlecht betroffen, meist die linke Seite und in 95 % der Hoden.

## Einteilung
Je nachdem, ob eine Verbindung zwischen der Hauptmilz und der Gonade besteht oder nicht, ist folgende Unterscheidung möglich:
- Kontinuierlich mit strangartiger Verbindung. Hier finden sich gehäuft zusätzliche Fehlbildungen, meist Kryptorchismus[5]
- Diskontinuierlich mit ektopem, an die Gonade angehafteten Milzgewebe

## Klinische Erscheinungen
Die Fusion kann klinisch stumm unerkannt bleiben, ein Zufallsfund bei (Leisten-)Operation sein oder als Hodentumor in Erscheinung treten.

## Differentialdiagnose
Die Abgrenzung zu Keimzelltumoren und anderen Hodentumoren ist bildgebend in der Regel nicht möglich.
Im Farbdoppler kann in Einzelfällen eine Gefäßverbindung zwischen Tumor und Milz gefunden werden, in der Magnetresonanztomographie kann das Milzgewebe als solches erkannt werden. Eine Leber-Milz-Szintigrafie mit 99mTechnetium kann wegweisend sein.